# Bellevalia kurdistanica
Bellevalia kurdistanica är en sparrisväxtart som beskrevs av Naomi Feinbrun. Bellevalia kurdistanica ingår i släktet Bellevalia och familjen sparrisväxter. Inga underarter finns listade i Catalogue of Life.